# Cerro Rosa
Il Cerro Rosa è la terza vetta più alta di Porto Rico, alto 1.267 metri s.l.m. La montagna si trova nella Cordillera Central, al confine tra i comuni di Ciales e Jayuya.